# Avallónë
En el Universo Imaginario de Tolkien y en la Novela El Silmarillion, Avallónë es el puerto y ciudad de los Teleri, o elfos del mar, en la Isla Solitaria de Tol Eressëa, en la Bahía de Eldamar. Su nombre es Quenya y podría traducirse como "La más cercana a Valinor".
Aquí, durante la Primera Edad de las Estrellas, los Teleri aprendieron a construir barcos y fue de este puerto de donde por fin zarparon hacia la costa de Eldamar en las Tierras Imperecederas. 
Durante la Segunda Edad del Sol, los elfos del mar solían zarpar de los muelles iluminados de Avallónë hacia la tierra de Númenor, con sus muchos regalos y bendiciones que tanto enriquecieron las vidas de los mortales de aquel reino. Se decía que, desde la cima más alta de Númenor, quien tuviera una vista penetrante podía ver las resplandecientes luces de la ciudad y la enorme torre blanca que se alzaba en su centro.